# Großsteingrab Tensbüttel
Das Großsteingrab Tensbüttel (auch als Langbett Tensbüttel bezeichnet) ist eine megalithische Grabanlage der jungsteinzeitlichen Trichterbecherkultur bei Tensbüttel, einem Ortsteil von Tensbüttel-Röst im Kreis Dithmarschen (Schleswig-Holstein). Es trägt die Sprockhoff-Nummer 153.

## Lage
Das Grab befindet sich etwa 400 m östlich von Tensbüttel am nördlichen Rand eines kleinen Waldstücks. 700 m nördlich befinden sich zwei Grabhügel.
Von den ursprünglich zahlreichen Großsteingräbern im Kreis Dithmarschen sind heute nur noch wenige vorhanden. 4 km westlich von Tensbüttel befindet sich das Großsteingrab Dellbrück, 4 km nordöstlich liegen die Großsteingräber bei Albersdorf.

## Beschreibung
Die Anlage besitzt ein stark durchwühltes ost-westlich orientiertes Hünenbett mit einer Länge von etwa 20 m und einer Breite von 6 m. Von der Umfassung konnte Ernst Sprockhoff 1934 nur noch zwei Steine an der südlichen Langseite ausmachen. Die Grabkammer ist quer zum Hünenbett gestellt und wahrscheinlich als Polygonaldolmen anzusprechen. Sie besaß bei Sprockhoffs Aufnahme einen einzelnen großen Deckstein mit einer Länge von 2,6 m, einer Breite von 2,2 m und einer Dicke von 0,5 m. Er ruhte noch auf vier Wandsteinen. Die beiden nordwestlichen Steine standen in einem Abstand von 1,8 m parallel zueinander, die beiden südöstlichen standen schräg zueinander. Der nördliche Abschluss der Kammer fehlte. Zwischen den beiden südöstlichen Steinen befand sich am äußeren Ende ein Freiraum von 0,7 m, an welchen ein Gang ansetzte, von dem Sprockhoff aber nur einen knapp aus der Erde ragenden Deckstein ausmachen konnte, der Rest des Gangs war noch im Boden verborgen. Auch der Inhalt der Kammer dürfte noch weitgehend intakt gewesen sein. Der aktuelle Zustand der Anlage ist aufgrund des starken Bewuchses unklar.